# Guerra de Livònia
La Guerra de Livònia de 1558 a 1583, també coneguda amb el nom de Primera Guerra del Nord, fou el primer d'una sèrie de conflictes bèl·lics entre Suècia, Polònia, Dinamarca i Rússia per la preponderància a l'espai del Bàltic.

## Curs de guerra
El 1547, el Gran Ducat de Moscou es transformar en el Tsarat de Rússia, amb el coronament d'Ivan IV de Rússia com a tsar, que volia reunir les terres ètnicament rutenes de l'antic Rus de Kíev, aliant-se amb altres potències al voltant del Bàltic en la guerra de Livònia.
Ivan IV va considerar el tractat de Pozvol, que posava la confederació de Livònia sota la protecció de la Unió de Polònia-Lituània com a casus bellien contravenir la treva entre Livònia i Rússia de 1554 per la què Livònia va acordar no entrar en aliança amb Polònia i Lituània. Ivan va envair Livònia en 1558, que va patir una derrota decisiva a mans de les tropes del Gran Ducat de Moscou durant la batalla d'Ergeme del 1560 i l'orde va sol·licitar la protecció de Segimon II August. El 1561, l'últim mestre de l'Orde de Livònia, Gotthard Kettler, pel Tractat de Vílnius va secularitzar i dissoldre l'orde i es convertí al luteranisme, i Rússia i Polònia-Lituània van signar una treva d'un any.

Mapa de les campanyes a Livonia, 1558–1560

El bisbe Johann von Münchhausen va vendre el bisbat d'Ösel-Wiek en 1559 Frederic II de Dinamarca, i aquest va intentar mediar una pau a la regió, nomenant com a bisbe al seu germà Magnus de Holstein, qui va seguir immediatament els seus propis interessos, comprant el bisbat de Curlàndia sense el consentiment de Frederic i intentant expandir-se a Harju i Virumaa, però Eric XIV les va incorporar a Suècia formant el ducat d'Estònia, com també ho feu Reval, precipitant la Guerra Nòrdica dels Set Anys. Segimon II August va mantenir estretes relacions amb el germà d'Eric XIV, Joan, duc de Finlàndia, i l'octubre de 1562 Joan es va casar amb Caterina Jagelló la germana de Segimon, impedint així que es casés amb Ivan IV de Rússia. Eric va aprovar el matrimoni però es va molestar quan Joan va prestar a Segimon 120.000 dalers i va rebre set castells de Livònia com a garantia. Aquest incident va provocar la captura i la presó de Joan a l'agost de 1563 en nom d'Eric XIV, amb la qual cosa Segimon es va aliar amb Dinamarca i Lübeck contra Eric XIV l'octubre del mateix any.
La intervenció de Dinamarca-Noruega, Suècia i Polònia-Lituània a Livònia va iniciar un període de guerra pel control del Bàltic, lliurada a l'oest i sud d'Escandinàvia amb importants batalles navals, amb un primer anys de guerra intensa, seguit per un període de baixa intensitat entre 1562 i 1570, quan es van intensificar de nou. Les disputes van acabar el 1570 amb el Tractat de Stettin, que va convertir Dinamarca en la potència suprema i dominant del nord d'Europa, però no va aconseguir restaurar la Unió de Kalmar. Les condicions desfavorables per a Suècia van provocar una sèrie de conflictes que només van acabar amb la Gran Guerra del Nord el 1720. Suècia va acordar lliurar les seves possessions a Livònia a canvi d'un pagament per part de Maximilià II del Sacre Imperi Romanogermànic però no va pagar la compensació promesa i va perdre la seva influència en els assumptes bàltics. Els termes del tractat sobre Livònia van ser ignorats i la guerra de Livònia va reprendre's. Des del punt de vista d'Ivan, el tractat va permetre als poders implicats formar una aliança contra ell, un cop ja no lluitaven entre ells.

### 1570–1577: Dominació russa i regne de Livònia
A principis de la dècada de 1570, Joan III de Suècia es va enfrontar a una ofensiva russa sobre les seves posicions a Estònia. Reval va resistir un setge rus el 1570 i el 1571 i diverses places més petites van ser preses per les forces russes. L'avanç rus es va concloure amb el saqueig de Weissenstein el 1573, on, després de la seva captura, les forces d'ocupació van cremar vius alguns dels líders de la guarnició sueca, inclòs el comandant desencadenant una campanya de represàlia de Joan des de Wesenberg. També hi va haver incursions russes a Finlàndia arribant a Helsingfors el 1572, i es va signar una treva de dos anys en aquest front el 1575. Entretant Magnus assetjà Reval, controlat per Suècia sense el suport ni del germà d'Ivan IV de Rússia ni de Frederic II de Dinamarca el va abandonar el març de 1571, amb el que es va intensificar l'acció sueca al Bàltic, amb el suport passiu de Segimon II August. Al mateix temps, els tàtars del Kanat de Crimea van devastar els territoris russos i van cremar i saquejar Moscou en 1571 durant les Guerres russo-crimeanes. La sequera i les epidèmies havien afectat fatalment l'economia russa i l'Oprítxnina havia alterat profundament el govern. Després de la derrota de les forces de Crimea i Horda de Nogai el 1572, l'oprichnina va ser enderrocada i va canviar també la forma de formar els exèrcits russos, introduint una nova estratègia a base de desenes de milers de tropes autòctones, cosacs i tàtars, en lloc d'uns pocs milers de soldats hàbils i mercenaris, com era la pràctica dels seus adversaris.
La contraofensiva de Joan es va estancar al setge de Wesenberg el 1574, quan les unitats alemanyes i escoceses de l'exèrcit suec es van revoltar. La guerra suposava una gran càrrega financera per a Suècia i, a finals de 1573, als mercenaris alemanys de Suècia se'ls devien 200.000 dalers. Joan els va donar els castells de Hapsal, Leal i Lode com a garantia, però quan no va pagar els van vendre a Dinamarca.
La campanya d'Ivan va arribar al seu apogeu quan uns altres 30.000 soldats russos van creuar a Livònia el 1577 i van devastar les zones daneses en represàlia per l'adquisició danesa de Hapsal, Leal i Lode, acabant amb la influència danesa a Livònia quan Frederic II va acordar amb Suècia i Polònia acabar amb la participació danesa en la guerra. Les forces sueques van ser assetjades a Reval i la Livònia central fou atacada fins a Dünaburg, formalment sota control polonès-lituà des del Tractat de Vilnius de 1561. Els territoris conquerits es van sotmetre a Ivan o a Magnus, declarat monarca del Regne de Livònia el 1570, i que va desertar d'Ivan IV el mateix any després d'haver començat a apropiar-se de castells sense consultar al tsar. Quan Kokenhusen es va lliurar a Magnus per evitar combatre l'exèrcit d'Ivan IV, el tsar va saquejar la ciutat i va executar els comandants alemanys. La campanya es va centrar llavors en Wenden, "el cor de Livònia", que com a antiga capital de l'orde livonià no només tenia una importància estratègica, sinó també un símbol de Livònia mateixa.

### 1577–1583: Derrota russa
El 1576, el príncep transsilvà Stefan Batory es va convertir en rei de Polònia i gran duc de Lituània després d'una disputada elecció al tron conjunt polonès-lituà contra l'emperador Maximilià. Tant la promesa de Batory, Anna Jagelló com Maximilià II, havien estat proclamats elegits al tron el desembre de 1575, amb tres dies de diferència; Batory tenia l'oposició de Danzig, que va resistir l'adhesió de Batory amb el suport danès, però la mort de Maximilià en 1576 va evitar que el conflicte escalés. El setge de Danzig de 1577 va acabar quan Batory va concedir nous drets autònoms a la ciutat a canvi d'un pagament de 200.000 zloty, i per 200.000 zloty més, va nomenar al Hohenzollern George Frederick de Brandenburg-Ansbach com a administrador de Prússia i va obtenir el suport militar d'aquest últim en la planificada campanya contra Rússia. Batory va rebre uns pocs soldats dels seus vassalls polonesos i es va veure obligat a reclutar mercenaris, principalment polonesos, hongaresos, bohemis, alemanys i valacs.
Joan III de Suècia i Stefan Batory es van aliar contra Ivan IV de Rússia el desembre de 1577. Polònia també va reivindicar tota Livònia, sense acceptar el domini suec de cap part, i els 120.000 dalers prestats el 1562 encara no havien estat amortitzats, malgrat les millors intencions de Segimon II August de solucionar-ho. Al novembre, les forces lituanes que es dirigien cap al nord havien capturat Dünaburg mentre una força polonès-sueca va prendre la ciutat i el castell de Wenden a principis de 1578. Les forces russes no van poder recuperar la ciutat al febrer, un atac seguit d'una ofensiva sueca, dirigida a Pernau (Pärnu), Dorpat i Novgorod, entre d'altres. Al setembre, Ivan va respondre enviant un exèrcit de 18.000 homes, que van recuperar Oberpahlen (Põltsamaa) de Suècia i després van marxar cap a Wenden. A la seva arribada a Wenden, l'exèrcit rus va assetjar la ciutat, però va ser trobat per una força de socors d'uns 6.000 soldats alemanys, polonesos i suecs. En la següent batalla de Wenden, les baixes russes van ser greus amb armament i cavalls capturats, deixant a Ivan IV amb la seva primera derrota greu a Livònia.

Campanya de Livònia de Stefan Batory, en negreta la frontera cap al 1600

Batory va accelerar la formació dels hússars, una nova tropa de cavalleria ben organitzada que va substituir la lleva feudal, va millorar un sistema d’artilleria ja eficaç, i va reclutar cosacs, reunint 56.000 soldats, 30.000 d'ells lituans per al seu primer assalt a Rússia a Polotsk, com a part d'una campanya més àmplia. Amb les reserves d'Ivan a Pskov i Novgorod per protegir-se d'una possible invasió sueca, la ciutat va caure el 30 d'agost de 1579. Batory va nomenar Jan Zamoyski, per dirigir una força de 48.000, d'ells 25.000 lituans, contra la fortalesa de Velikie Luki que va capturar el 5 de setembre de 1580. Sense resistència significativa les guarnicions de Sokol, Velizh i Usvzat van caure ràpidament i el 1581, la força va assetjar Pskov, una fortalesa ben fortificada i molt defensada. El suport financer del parlament polonès estava caient, i Batory no va aconseguir atreure les forces russes a Livònia cap a camp obert abans de l'inici de l'hivern. Sense adonar-se que l'avanç polonès-lituà estava a la baixa, Ivan va signar la Pau de Iam Zapolsk.
El fracàs del setge suec de Narva el 1579 va conduir al nomenament de Pontus De la Gardie com a comandant en cap, que va prendre les ciutats de Kexholm i Padise el 1580, i el 1581, simultàniament a la caiguda de Wesenberg, un exèrcit mercenari contractat per Suècia va recuperar la ciutat estratègica de Narva usant la considerable flota de Suècia i en represàlia per les anteriors massacres russes, 7.000 russos van ser assassinats segons la crònica contemporània de Russow. La caiguda de Narva va ser seguida per les d'Ivangorod, Jama i Koporye, deixant Suècia content amb els seus guanys a Livònia.

### Treves de Jam Zapolski i Plussa
Les negociacions dirigides pel legat papal jesuïta Antonio Possevino van donar lloc a la Pau de Iam Zapolsk de 1582, una humiliació per al tsar que va sol·licitar la treva. Segons l'acord, Rússia cediria totes les zones de Livònia que encara mantenia i la ciutat de Dorpat a la Confederació de Polònia i Lituània que a més retindria Polotsk. Els territoris suecs capturats, concretament Narva serien retinguts pels russos i Velike Luki seria retornat del control de Batory a Rússia. L'armistici, que no va aconseguir un acord de pau total, havia de durar deu anys i es va renovar dues vegades, el 1591 i el 1601. Batory va fracassar en els seus intents de pressionar Suècia perquè renunciés als seus guanys a Livònia, particularment a Narva.
Després d'una decisió de Joan III de Suècia, la guerra amb Rússia va acabar quan el tsar va concloure la treva de Plussa amb Suècia el 10 d'agost de 1583 per la que Rússia va renunciar a la major part d'Íngria, deixant Narva i Ivangorod també sota control suec. Originalment previst que durés tres anys, la treva ruso-sueca es va estendre més tard fins al 1590.